# Mário Breška
Mário Ľudovít Breška (ur. 27 grudnia 1979 w Topolczanach) – słowacki piłkarz  grający na pozycji pomocnika.

## Kariera klubowa
Breška pochodzi z miasta Topolczany. Karierę piłkarską rozpoczął w tamtejszym klubie MFK Topoľčany. W latach 1999–2000 grał w trzeciej lidze słowackiej. W 2000 roku odszedł do drugoligowego FC Nitra, a w 2001 roku był piłkarzem pierwszoligowego Matadora Púchov. W 2002 roku wywalczył z nim wicemistrzostwo Słowacji, a w 2003 roku zdobył Puchar Słowacji.
W 2004 roku Breška podpisał kontrakt z greckim Panioniosem. W lidze greckiej zadebiutował 19 września 2004 roku w przegranym 0:1 wyjazdowym meczu z Halkidoną. Zawodnikiem Panioniosu był przez trzy sezony. W lidze greckiej rozegrał 83 mecze i zdobył 11 goli.
W 2007 roku Breška wrócił na Słowację i został zawodnikiem MŠK Žilina. Występował wówczas w ataku z Peterem Štyvarem i z 13 golami był drugim najskuteczniejszym graczem zespołu, a Žilina wywalczyła wicemistrzostwo kraju.
W 2008 roku Breška odszedł do niemieckiego niemieckiego drugoligowca, 1. FC Nürnberg. Grał tam przez pół roku przyczyniając się do awansu zespołu do pierwszej ligi. Drugą część sezonu 2008/2009 spędził na wypożyczeniu w cypryjskim Enosis Neon Paralimni.
W 2009 roku Słowak podpisał kontrakt z mistrzem Cypru, APOEL-em Nikozja. W jego barwach zadebiutował 21 lipca 2009 w meczu eliminacyjnym Ligi Mistrzów z EB/Streymur (3:0). W 2010 roku odszedł do Olympiakosu Wolos.
| Sezon   | Klub                  | Kraj     | Rozgrywki                 | Mecze | Bramki |
| ------- | --------------------- | -------- | ------------------------- | ----- | ------ |
| 2000/01 | FC Nitra              | Słowacja | II liga                   | ?     | ?      |
| 2001/02 | Matador Púchov        | Słowacja | I liga                    | 31    | 9      |
| 2002/03 | Matador Púchov        | Słowacja | I liga                    | 35    | 8      |
| 2003/04 | Matador Púchov        | Słowacja | I liga                    | 36    | 6      |
| 2004/05 | Panionios GSS         | Grecja   | Superleague Ellada        | 30    | 6      |
| 2005/06 | Panionios GSS         | Grecja   | Superleague Ellada        | 27    | 4      |
| 2006/07 | Panionios GSS         | Grecja   | Superleague Ellada        | 26    | 1      |
| 2007/08 | MŠK Žilina            | Słowacja | I liga                    | 27    | 13     |
| 2008/09 | 1. FC Nürnberg        | Niemcy   | 2. Bundesliga             | 10    | 0      |
| 2008/09 | Enosis Neon Paralimni | Cypr     | Protathlima A’ Kategorias | 7     | 1      |
| 2009/10 | APOEL Nikozja         | Cypr     | Protathlima A’ Kategorias | 20    | 1      |
| 2010/11 | Olympiakos Wolos      | Grecja   | Superleague Ellada        | 30    | 8      |
| 2011/12 | Asteras Tripolis      | Grecja   | Superleague Ellada        | 23    | 0      |
| 2012/13 | Panachaiki GE         | Grecja   | Football League           | 5     | 1      |
| 2012/13 | Olympiakos Wolos      | Grecja   | Football League           | 25    | 3      |
| 2013/14 | Olympiakos Wolos      | Grecja   | Football League           | 23    | 6      |
| 2014/15 | Panargiakos APO       | Grecja   | Gamma Ethniki             | 6     | 4      |
| 2015/16 | AS Diagoras Rodos     | Grecja   | Gamma Ethniki             | 12    | 9      |
| 2015/16 | ŠK Svätý Jur          | Słowacja | III liga                  | 15    | 12     |
| 2016/17 | AS Diagoras Rodos     | Grecja   | Gamma Ethniki             | ?     | ?      |
| 2016/17 | MFK Topvar Topoľčany  | Słowacja | III liga                  | ?     | ?      |
| 2016/17 | ŠK Svätý Jur          | Słowacja | III liga                  | ?     | ?      |

## Kariera reprezentacyjna
W reprezentacji Słowacji Breška zadebiutował 6 lutego 2002 roku w wygranym 3:2 towarzyskim meczu z Iranem. Do 2005 roku rozegrał w kadrze narodowej 8 spotkań.